# Ja, ona i Eva
Ja, ona i Eva (hiszp. Por ella soy Eva) – meksykańska telenowela z 2012 roku, wyprodukowana przez stację Televisa. Produkcja była emitowana w Meksyku na kanale El Canal de las Estrellas od 20 lutego 2012 do 7 października 2012 o godzinie 20.15. W Polsce emitowana była w telewizji Puls od 3 września 2012 do 3 grudnia 2012; emisja dalszych odcinków była kontynuowana w telewizji Puls 2 od 4 grudnia 2012 do 26 kwietnia 2013. Jest to remake kolumbijskiej telenoweli En los tacones de Eva. W rolach głównych występują Lucero i Jaime Camil. 

## Fabuła
Fabuła serialu oparta jest na miłości, pożądaniu, intrygach i kłamstwach bohaterów. Juan Carlos Cabellero, przystojny młody mężczyzna, pracujący w firmie turystycznej Grupo Imperio, zakochuje się w samotnej matce Helenie Moreno z wzajemnością. Juan, jako klasyczny uwodziciel kobiet, nie angażujący się w stałe związki poznaje smak miłości. Jego plany i marzenia na wspólne życie z Heleną znikają, kiedy ona odkrywa że ją oszukał i posługiwał się fałszywą tożsamością. Plutarco Ramos Arrieta, podczas zebrania w firmie oskarża Juana o defraudację i kradzież pieniędzy, jest ścigany przez policję. Podczas ucieczki Caballero ulega wypadkowi samochodowemu, eksplozja z ciałem innego mężczyzny doprowadza do wiadomości o śmierci Juana. On sam natomiast postanawia ukryć się, oczyścić swoje imię i odzyskać miłość Heleny, która podjęła pracę w Grupo Imperio. By być blisko niej Juan postanawia zmienić swój wygląd i tożsamość, wciela się w kobietę i przyjmuje imię Eva María León Jaramillo wdowa de Zuloaga. Będąc w kobiecym stroju, typowy macho przekonuje się jak ciężko jest kobietom, w świecie w którym są dyskryminowane. Eva zostaje zatrudniona w firmie jako asystentka Heleny, podejmuje walkę o miłość do niej i zebranie dowodów na swoją niewinność. 

## Obsada
- Lucero - Helena Moreno Romero
- Jaime Camil - Juan Carlos Caballero Mistral / Eva María León Jaramillo wdowa de Zuloaga
- Mariana Seoane - Rebeca Oropeza
- Marcelo Córdoba - Plutarco Ramos Arrieta
- Patricia Navidad - Emeteria Jaramillo Mimí de la Rose
- Helena Rojo - Eugenia Mistral
- Leticia Perdigón - Silvia Romero de Moreno
- Manuel Ojeda - Eduardo Moreno
- Carlos Bracho - Modesto Caballero
- Jesús Ochoa - Adriano Reyes
- Ferdinando Valencia - Renato Camargo
- Carlos de la Mota - Santiago Escudero
- Pablo Valentín - Fernando Contreras
- Tiaré Scanda - Marcela Contreras
- Eduardo Santamarina - Diego Fonticoda
- Manuela Imaz - Patricia Lorca
- Luis Manuel Avila - Onésimo Garza
- Gabriela Zamora - Angélica Ortega
- Christina Pastor - Antonia Reyes
- Dalilah Polanco - Lucia Zarate
- Fabiola Guajardo - Paola
- Gerladine Galván - Jennifer Contreras
- Daniel Díaz de León - Kevin Contreras
- Nikolas Caballero - Eduardo "Lalito" Moreno
- Priscila Avellaneda - Vero
- Ivonne Garza - Cindy
- Marisol Castillo - Jaqueline
- Susana Zabaleta -  prawdziwa Eva María León Jaramillo wdowa de Zuloaga / Yadira Rivers